# Adriaen Cornelisz Beeldemaker

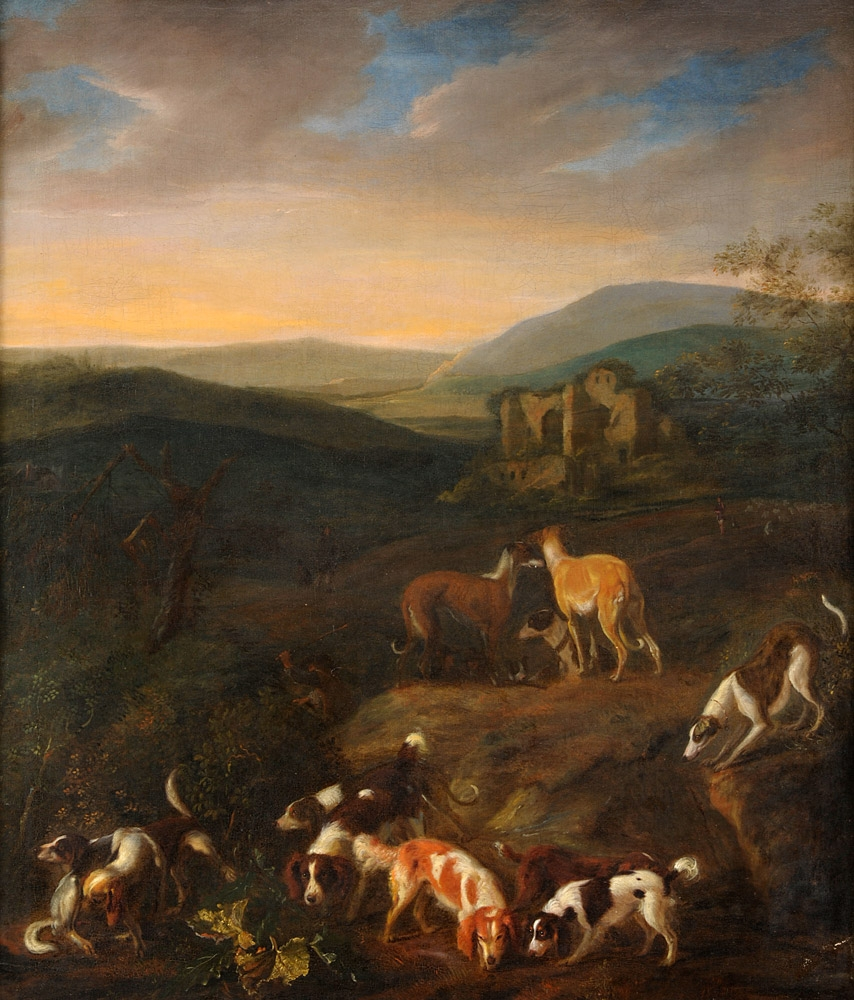
Manada de perros, 1660

Adriaen Cornelisz Beeldemaker, también conocido como Johannes Beeldemaker (1618, Rotterdam - 1709, La Haya), fue un pintor neerlandés del siglo XVII. Se especializó en el género cinegético. Trabajó en Leiden y en Dordrecht. Sus obras alcanzaron popularidad, al parecer por lo económico de sus precios. Tuvo discípulos abundantes, entre ellos dos de sus hijos.